# حبيل السبت (طور الباحة)

تعديل مصدري - تعديل

حبيل السبت هي إحدى قرى عزلة طور الباحة بمديرية طور الباحة التابعة لمحافظة لحج، بلغ تعداد سكانها 818 نسمة حسب تعداد اليمن لعام 2004.